# Њу Бетлехем (Пенсилванија)
Њу Бетлехем (енгл. New Bethlehem) град је у америчкој савезној држави Пенсилванија.

## Демографија
По попису из 2010. године број становника је 989, што је 68 (-6,4%) становника мање него 2000. године.
| Група             | 2000.         | 2010.       |
| Белци             | 1.036 (98,0%) | 982 (99,3%) |
| Афроамериканци    | 8 (0,8%)      | 1 (0,1%)    |
| Азијати           | 1 (0,1%)      | 1 (0,1%)    |
| Хиспаноамериканци | 6 (0,6%)      | 1 (0,1%)    |
| Укупно            | 1.057         | 989         |